# Nastus tsaratananensis
Nastus tsaratananensis är en gräsart som beskrevs av Aimée Antoinette Camus. Nastus tsaratananensis ingår i släktet Nastus och familjen gräs. Inga underarter finns listade i Catalogue of Life.